# Pachylocerus plagiatus
Pachylocerus plagiatus es una especie de escarabajo longicornio del género Pachylocerus, tribu Pseudolepturini, orden Coleoptera. Fue descrita científicamente por Gahan en 1907.

## Descripción
Mide 21-25 milímetros de longitud.

## Distribución
Se distribuye por Indonesia (Sumatra).